# Heracles de Anticitera
El Heracles de Anticitera (en griego: Ηρακλής των Αντικυθήρων) es una gran escultura griega antigua de mármol del héroe griego Heracles hallada en el naufragio de Anticitera entre otros varios hallazgos, y que ahora se encuentra en el Museo Arqueológico Nacional de Atenas.

## Descripción
Tras pasar siglos en el fondo del mar, la escultura está erosionada y le faltan fragmentos.
Fue recuperado gradualmente, su descubrimiento se hizo en varias etapas: el cuerpo fue sacado a la luz por los buzos que descubrieron el naufragio del pecio de Anticitera en 1901, mientras que su mano izquierda fue encontrada en 2016 y su (presunta) cabeza en 2022. El cuerpo mide 2,50 m. de alto y su cabeza desprendida 65 cm, lo que la convierte en la estatua más grande de mármol del siglo IV a. C..
La escultura representa a Heracles en reposo, apoyado en su clava; se trata de una copia helenística del Heracles de Lisipo (datado hacia 320 a. C.), del mismo tipo que el Hércules Farnesio..